# Mjölby kommun
58°19′30″N 15°7′50″Ø / 58.32500°N 15.13056°Ø
Mjölby kommune ligger i det svenske län Östergötlands län. Kommunens administration ligger i byen Mjölby. Mjölby kommun blev dannet i 1971 ved at byerne Mjölby og Skänninge blev lagt sammen med Vifolka og dele af Boberg og Folkunga.

## Byer
Mjölby kommune har syv byer.
I tabellen opgives antal indbyggere per 31. december 2005.
| #  | By         | Indbyggere |
| -- | ---------- | ---------- |
| 1. | Mjölby     | 11.927     |
| 2. | Mantorp    | 3.326      |
| 3. | Skänninge  | 3.242      |
| 4. | Väderstad  | 595        |
| 5. | Spångsholm | 411        |
| 6. | Sya        | 287        |
| 7. | Hogstad    | 254        |

## Eksterne kilder og henvisninger
1. ↑  ”Folkmängd i riket, län och kommuner 31 mars 2013 och befolkningsförändringar 1 januari - 31 mars 2013” Statistiska centralbyrån. Læst 13 maj 2013.

- Mjölby kommunes officielle hjemmeside